# Melvin Bard
Melvin Bard (Écully, 6 de noviembre de 2000) es un futbolista francés que juega en la demarcación de defensa para el O. G. C. Niza de la Ligue 1.

## Biografía
Tras formarse en las filas inferiores del FC Domtac y posteriormente del Olympique de Lyon desde los 16 años, finalmente en 2019 ascendió al primer equipo, haciendo su debut el 6 de diciembre en un encuentro de la Ligue 1 contra el Nîmes Olympique tras sustituir a Rafael da Silva en el minuto 46, finalizando el encuentro con un resultado de 0-4 a favor del conjunto lionés.
El 16 de julio de 2021 el O. G. C. Niza anunció que había llegado a un principio de acuerdo con el equipo lionés para su traspaso que se acabaría de cerrar una vez finalizara su participación en los Juegos Olímpicos. A finales de mes se completó el fichaje tras superar la revisión médica y firmar el contrato.

## Clubes
| Club                 | País    | Año       | Partidos | Goles |
| -------------------- | ------- | --------- | -------- | ----- |
| Olympique de Lyon II | Francia | 2016-2020 | 34       | 1     |
| Olympique de Lyon    | Francia | 2019-2021 | 19       | 0     |
| O. G. C. Niza        | Francia | 2021-     | 147      | 5     |